# Li Bai
Li Bai (en chino tradicional y simplificado, 李白; pinyin, Lǐ Bái; Wade-Giles, Li Pai; romanización sichuanesa, Li Pe) (701-762) fue un poeta chino considerado el mayor poeta romántico de la dinastía Tang. El carácter 白, pronunciado bái en mandarín moderno, tenía en el pasado la pronunciación alternativa ''bó'', por lo cual su nombre se transcribía como '''Li Po''', según el sistema Wade-Giles de esta pronunciación obsoleta.

## Reconocimiento

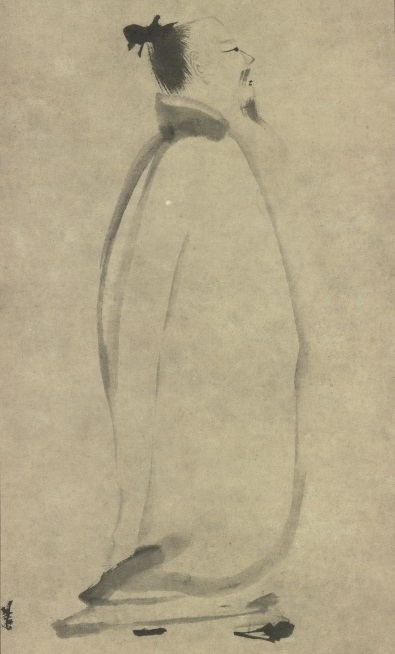
Li Bai

Conocido como el poeta inmortal, se encuentra entre los más respetados de la historia de la literatura china. En la actualidad se conservan aproximadamente novecientos de sus poemas, si bien la atribución de muchos de ellos es incierta, lo que hace que el recuento de sus obras varíe en función de las fuentes consultadas. En Occidente los trabajos de Li Bai se conocieron a través de traducciones muy liberales de versiones en japonés de sus poemas, realizadas por Ezra Pound, que admiraba a Li Bai por su capacidad visual y al que, de hecho, consideraba el mayor ejemplo de visualidad de la literatura japonesa. En español las versiones directas de sus poemas de Marcela de Juan son muy reconocidas.
Li Bai es conocido por su imaginación desbordante y por las imágenes taoístas vertidas en su poesía a la vez que por su gran afición a la bebida. Al igual que Du Fu, Li Bai pasó gran parte de su vida viajando, lo que pudo permitirse gracias a su relajada situación económica. Se dice que murió ahogado en el río Yangzi, tras caer de su bote al intentar abrazar el reflejo de la luna, estando bajo los efectos del alcohol.
| 靜夜思     | jìng yè sī                 | Pensamientos en la noche tranquila |
| 床前明月光 | chuáng qián míng yuè guāng | delante de la cama la luna brilla  |
| 疑是地上霜 | yí shì dì shàng shuāng     | parece escarcha sobre el suelo     |
| 舉頭望明月 | jǔ tóu wàng míng yuè       | si alzo la cabeza observo la luna  |
| 低頭思故鄉 | dī tóu sī gù xiāng         | si bajo la cabeza añoro mi tierra  |

## Biografía
El lugar de nacimiento de Li Bai es incierto, pero un candidato es Suyab en Asia Central (en las cercanías del actual Tokmak en Kirguistán). Cuando tenía solo cinco años de edad su familia se mudó a Jiangyou, cerca de la moderna Chengdu en la provincia de Sichuan. Fue influenciado por el pensamiento confuciano y taoísta, pero finalmente su herencia de familia no le permitió grandes oportunidades dentro de la aristocrática dinastía Tang. A pesar de haber expresado su deseo de convertirse en funcionario, no se presentó al examen de servicio civil chino. En cambio, a la edad de 25 años, se dedicó a viajar por China, desarrollando una personalidad salvaje y libre, muy al contrario de las ideas prevalecientes de un caballero confuciano correcto. Esta imagen fascinó tanto a los aristócratas como a la gente común y Li Bai fue finalmente presentado al emperador Xuan Zong en 742.
Le fue otorgado un cargo en la Academia Hanlin, que formaba a intelectuales expertos para la corte imperial. Li Bai permaneció durante menos de dos años como poeta al servicio del emperador, pues fue finalmente despedido por una indiscreción desconocida. En consecuencia vagó por China durante el resto su vida. Conoció a Du Fu en el otoño de 744 y lo volvió a encontrar el año siguiente. Estas fueron las únicas ocasiones en que se encontraron, pero su amistad siguió siendo muy importante para Du Fu (existen una docena de sus poemas hacia o acerca de Li Bai, mientras que hay solo uno de Li Bai a Du Fu). En el momento de la rebelión de An Lushan se involucró en una revuelta subsidiaria en contra del emperador, aunque no se conoce con seguridad en qué medida se trató de una acción voluntaria -Li Bai supo mantener una posición ambigua mediante la elaboración de poemas que no determinaban claramente su postura hacia los sublevados-. El fracaso de la rebelión tuvo como consecuencia su segundo exilio en Yelang. Fue absuelto antes de que terminara el tiempo de su destierro.

### Primeros años
En 705, cuando Li Bai tenía cuatro años, su padre trasladó en secreto a su familia a Sichuan, cerca de Chengdu, donde el poeta pasó su infancia. Actualmente hay un monumento que conmemora esto en la ciudad de Zhongba, Jiangyou, provincia de Sichuan (el área de la provincia moderna que entonces se conocía como Shu, por un antiguo estado independiente que había sido anexado por la dinastía Sui y luego incorporado a las tierras de la dinastía Tang). El joven Li pasó la mayor parte de sus años de crecimiento en Qinglian (青蓮), una ciudad en el condado de Chang-ming, Sichuan, China que ahora se corresponde nominalmente con la ciudad de Qinglian (青蓮鎮) en Sichuan.
El joven Li leyó mucho, incluidos los clásicos confucianos como el Clásico de la poesía y el Clásico de la historia, así como varios materiales astrológicos y metafísicos que los confucianos tendían a evitar. La lectura de los "Cien Autores" era parte de la tradición literaria familiar, y también pudo componer poesía antes de los diez años. El joven Li también se dedicó a otras actividades, como la domesticación de aves silvestres y la esgrima. También se dedicaba a montar a caballo, cazar, viajar y ayudar a los pobres u oprimidos con dinero y armas. Finalmente el joven Li parece haberse vuelto bastante hábil en el manejo de la espada; como esta cita autobiográfica del propio Li testifica y también ayuda a ilustrar la vida salvaje que llevó en el Sichuan de su juventud:
   "Cuando tenía quince años me gustaba el juego de la espada, y con ese arte desafié a bastantes grandes hombres".
Antes de cumplir los veinte, Li había luchado y matado a varios hombres, aparentemente por motivos de caballería, de acuerdo con la tradición de los caballeros andantes (youxia).
En 720, fue entrevistado por el gobernador Su Ting, quien lo consideró un genio. Aunque expresó el deseo de convertirse en funcionario, nunca hizo el examen de servicio civil.

### Matrimonio y familia
Se sabe que Li se casó cuatro veces. Su primer matrimonio, en 727, en Anlu, Hubei, fue con la nieta de un exministro del gobierno. Su esposa era de la familia Wú (吳) bien conectada. Li Bai vivió durante unos diez años en una casa propiedad de la familia de su esposa en el monte Bishan (碧山). En 744 se casó por segunda vez en lo que ahora es el distrito Liangyuan de Henan. Este matrimonio fue con otra poetisa, de apellido Zong (宗), con quien tuvo hijos e intercambios de poemas, incluyendo muchas expresiones de amor hacia ella y sus hijos. Su esposa, Zong, era nieta de Zong Chuke (宗楚客, murió en 710), un importante funcionario del gobierno durante la dinastía Tang y el período interregional de Wu Zetian.

### De camino a Chang'an
A los veinticinco años, alrededor de 725, Li Bai dejó Sichuan navegando por el río Yangtsé a través del lago Dongting hasta Nanjing, comenzando sus días de vagabundeo. Luego regresó río arriba, a Yunmeng, en lo que ahora es de Hubei, donde su matrimonio con la nieta de un primer ministro retirado, Xu Yushi, parece haber sido solo un breve interludio. Durante el primer año de su viaje conoció a celebridades y regaló gran parte de su riqueza a amigos necesitados.
En 730 Li Bai se quedó en la montaña Zhongnan, cerca de la capital, Chang'an (actual Xi'an), e intentó, pero no pudo, asegurarse una posición. Navegó por el río Amarillo, se detuvo en Luoyang y visitó Taiyuan antes de regresar a su casa. En 735 Li Bai estaba en Shanxi, donde intervino en un consejo de guerra contra Guo Ziyi, quien más tarde, después de convertirse en uno de los principales generales Tang, debía devolverle el favor durante los disturbios de An Shi. Hacia el año 740 se había mudado a Shandong, donde se convirtió en miembro del grupo conocido como los "Seis ociosos del arroyo de bambú", un grupo informal dedicado a la literatura y el vino. Deambuló por el área de Zhejiang y Jiangsu y finalmente se hizo amigo de un famoso sacerdote taoísta, Wu Yun. En 742 el Emperador convocó a Wu Yun para que asistiera a la corte imperial, donde este hizo un gran elogio de Li Bai.

### En Chang'an
El elogio de Wu Yun a Li Bai llevó al emperador Xuanzong (nacido Li Longji y también conocido como emperador Minghuang) a convocar a Li a la corte en Chang'an. La personalidad de Li fascinaba tanto a los aristócratas como a la gente común, incluido otro taoísta y poeta, He Zhizhang, quien le otorgó el sobrenombre de "Inmortal exiliado del cielo". De hecho, después de una audiencia inicial en la que se interrogó a Li Bai sobre sus opiniones políticas, el Emperador quedó tan impresionado que celebró un gran banquete en su honor. En este banquete, se dijo que el Emperador le mostraba su favor, incluso hasta el punto de condimentar personalmente su sopa para él.

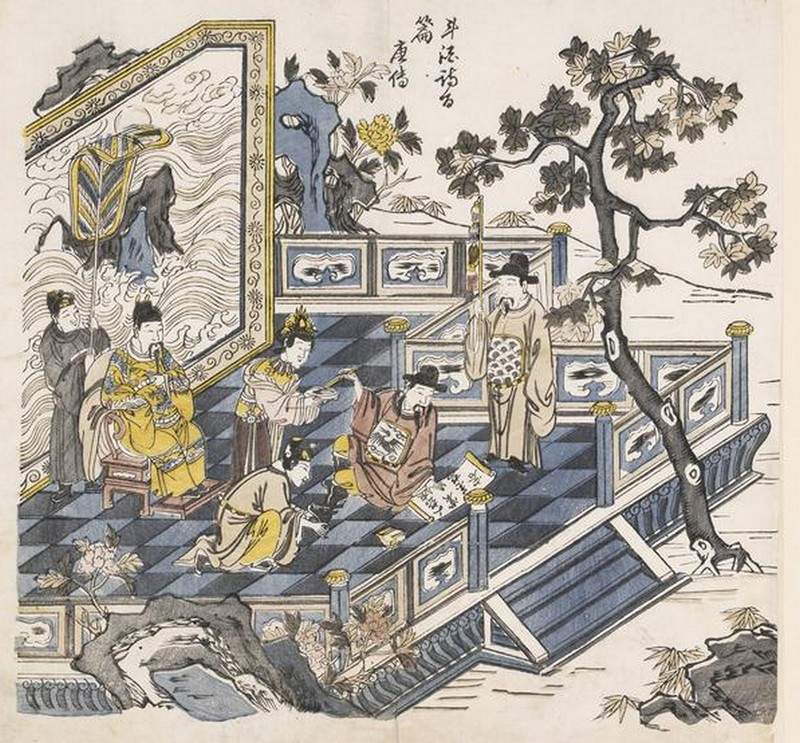
El emperador Minghuang, sentado en una terraza, observa a Li Bai escribir poesía mientras le quitan las botas (ilustración de la dinastía Qing).

El emperador Xuanzong lo contrató como traductor, ya que Li Bai conocía al menos un idioma que no era chino. Ming Huang finalmente le dio un puesto en la Academia Hanlin, que sirvió para proporcionarle experiencia académica y poesía al Emperador.
Cuando el emperador ordenaba a Li Bai que fuera al palacio, este a menudo estaba borracho, pero era capaz de cantar sus poemas en los actos.
Li Bai escribió varios poemas sobre la hermosa amada del Emperador Yang Guifei, la consorte real favorita. Una historia, probablemente apócrifa, circula sobre Li Bai durante este período. Una vez, mientras estaba borracho, Li Bai se había ensuciado las botas, y se le pidió a Gao Lishi, el eunuco políticamente más poderoso del palacio, que le ayudara a quitarlas, frente al Emperador. A Gao le ofendió que le pidieran que realizara este servicio servil, y más tarde logró persuadir a Yang Guifei de que se sintiera ofendido por los poemas de Li sobre ella. Ante la persuasión de Yang Guifei y Gao Lishi, Xuanzong de mala gana, pero cortésmente, y con grandes obsequios de oro y plata, envió a Li Bai lejos de la corte real. Después de dejar la corte, Li Bai se convirtió formalmente en taoísta y se estableció en Shandong, pero siguió vagando por todas partes durante los siguientes diez años y escribiendo poemas.
Li Bai vivió y escribió poemas en Bishan (碧山), hoy Baizhao [白兆山]) en Yandian, Hubei. En el poema «Pregunta y respuesta entre las montañas» (山中問答T, 山中问答S, Shanzhong WendaP) se refiere a esta montaña.

### Conocimiento de Du Fu
Conoció a Du Fu en el otoño de 744, cuando compartieron una habitación individual y varias actividades juntos, como viajes, caza, vino y poesía, y establecieron así una amistad cercana y duradera. Se volvieron a encontrar al año siguiente. Estas fueron las únicas ocasiones en las que se vieron en persona, aunque siguieron manteniendo relación a través de la poesía. Esto se refleja en la docena de poemas de Du Fu sobre Li Bai y el de Li Bai dirigido hacia Du Fu que se conservan.

### Guerra y exilio

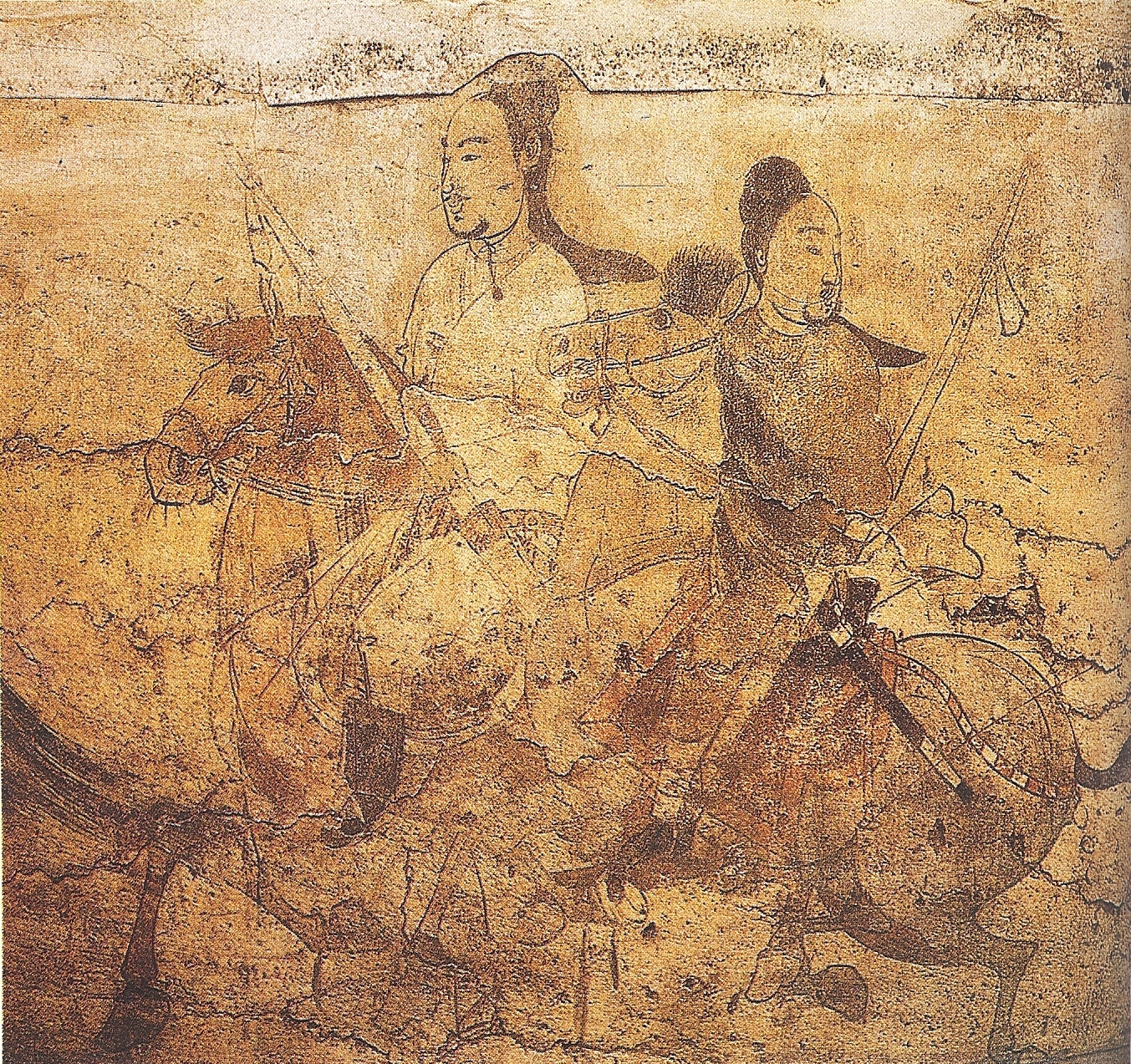
Jinetes a caballo, dinastía Qi del Norte.

A finales de 755 los desórdenes instigados por el general rebelde An Lushan estallaron en todo el país. El emperador finalmente huyó a Sichuan y abdicó. Durante la confusión el príncipe heredero se declaró emperador y jefe del gobierno. Los disturbios de An Shi continuaron (así es como fueron llamados más tarde, ya que duraron más allá de la muerte de su instigador, continuados por Shi Siming y otros). Li Bai se convirtió en asesor personal del príncipe Yong, uno de los hijos de Ming Huang (emperador Xuanzong), que estaba lejos de estar en la parte superior de la lista de primogenitura, pero fue nombrado para compartir el poder imperial como general después de que Xuanzong abdicara en 756.
Sin embargo, incluso antes de que los enemigos externos del imperio fueran derrotados, los dos hermanos empezaron a luchar entre sí con sus ejércitos. Tras la derrota de las fuerzas del Príncipe por su hermano y nuevo emperador en 757, Li Bai escapó, pero más tarde fue capturado, encarcelado en Jiujiang y condenado a muerte. El famoso y poderoso general del ejército Guo Ziyi y otros intervinieron; Guo Ziyi era la misma persona a quien Li Bai había salvado de la corte marcial un par de décadas antes. Su esposa, la dama Zong, y otros (como Song Ruosi) escribieron peticiones de clemencia. Tras la oferta del general Guo Ziyi de cambiar su rango oficial por la vida de Li Bai, la sentencia de muerte de Li Bai fue conmutada por el exilio y fue consignado a Yelang. Yelang (en lo que ahora es Guizhou) estaba en el extremo suroeste remoto del imperio y se consideraba que estaba fuera de la esfera principal de la civilización y la cultura chinas. Li Bai se dirigió hacia Yelang sin darse mucha prisa, deteniéndose para visitas sociales prolongadas (a veces durante meses) y escribiendo poesía en el camino, dejando descripciones detalladas de su viaje para la posteridad. La notificación de un perdón imperial a Li Bai le llegó antes de que se acercara a Yelang. Solo había llegado hasta Wushan, cuando la noticia de su perdón lo alcanzó en 759.

### Regreso y otros viajes

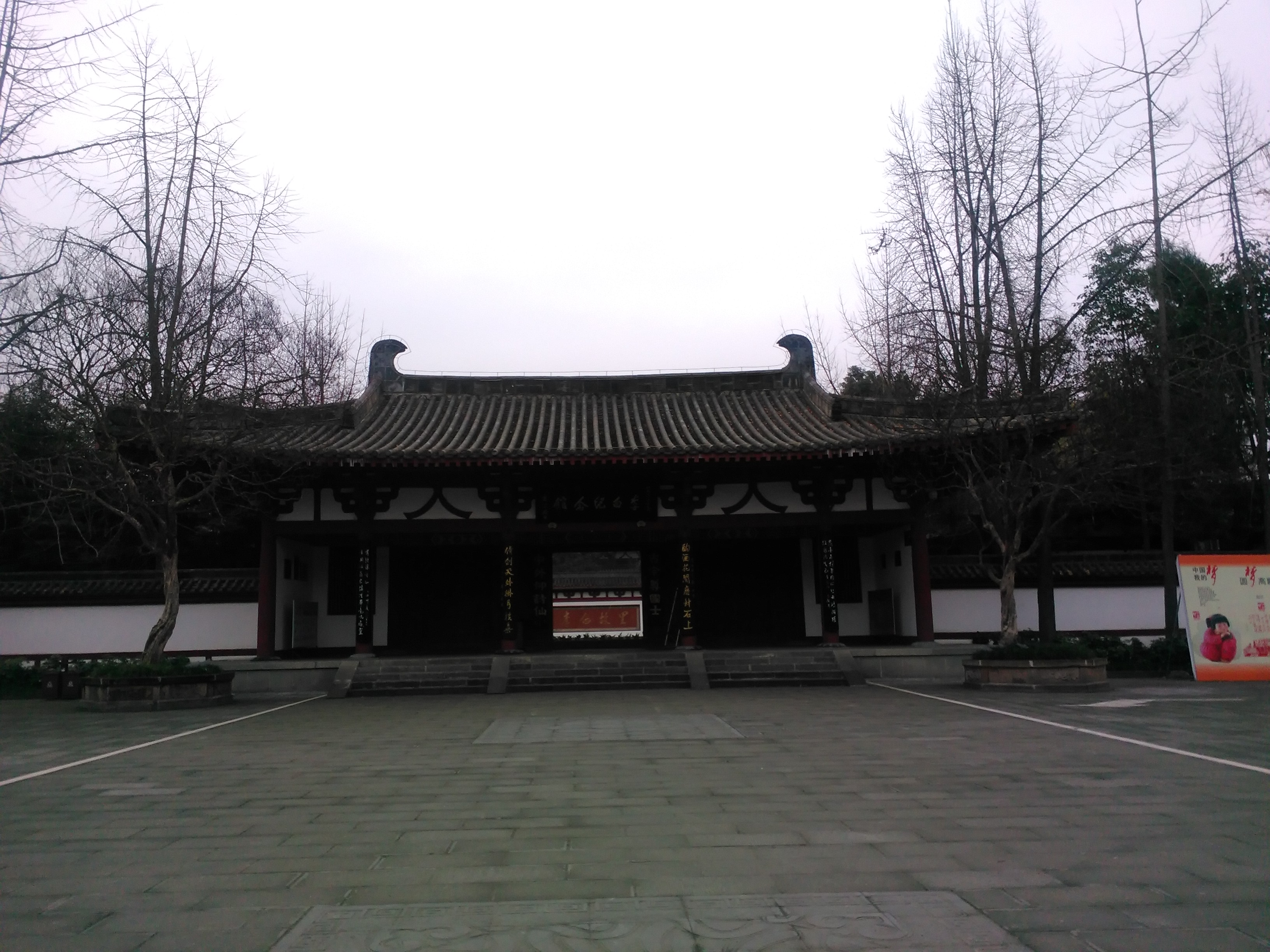
Monumento a Li Bai que se encuentra al oeste de Ma'anshan.

Cuando Li recibió la noticia de su indulto imperial, regresó río abajo hasta Jiangxi, pasando por Baidicheng, en la prefectura de Kuizhou, todavía dedicándose a los placeres de la comida, el vino, la buena compañía y escribiendo poesía; su poema "Partiendo de Baidi por la mañana" registra esta etapa de sus viajes, además de burlarse poéticamente de sus enemigos y detractores, implícita en su inclusión de la imaginería de los monos. Aunque Li no cesó en su estilo de vida errante, generalmente limitó sus viajes a Nanjing y las dos ciudades de Anhui, Xuancheng y Li Yang (en el moderno distrito de Zhao). Durante esta época compuso poemas sobre la naturaleza y de protesta sociopolítica. Finalmente, en 762, el pariente de Li, Li Yangbing, se convirtió en magistrado de Dangtu, y Li Bai fue a quedarse allí con él. Mientras tanto, Suzong y Xuanzong murieron en un corto período de tiempo y China tuvo un nuevo emperador. Además China participó en renovados esfuerzos para reprimir más desórdenes militares derivados de las rebeliones de Anshi, y Li se ofreció como voluntario para servir en el estado mayor del comandante chino Li Guangbi. Sin embargo, a los 61 años, Li enfermó gravemente y su salud no le permitió cumplir con este plan.

### Muerte
El nuevo Emperador Daizong nombró a Li Bai el Secretario de la oficina del Comandante de Izquierda en 762. Sin embargo, cuando el edicto imperial llegó a Dangtu, Li Bai ya estaba muerto.
Li Bai murió en Dangtu, actual Anhui. Algunos eruditos creen que su muerte fue el resultado de un envenenamiento por mercurio después de un largo historial de consumo de elixires taoístas para la longevidad, mientras que otros creen que murió por sus excesos con el alcohol. 
Existe una larga y a veces fantasiosa tradición con respecto a su muerte, de fuentes inciertas, que Li Bai se ahogó después de caer de su bote un día que se había emborrachado mucho mientras trataba de abrazar el reflejo de la luna en el río Yangtsé, algo creído por Herbert Giles. Sin embargo, la causa real parece haber sido bastante natural, aunque quizás esté relacionada con su estilo de vida duro. Sin embargo, la leyenda tiene su lugar en la cultura china.

## Caligrafía

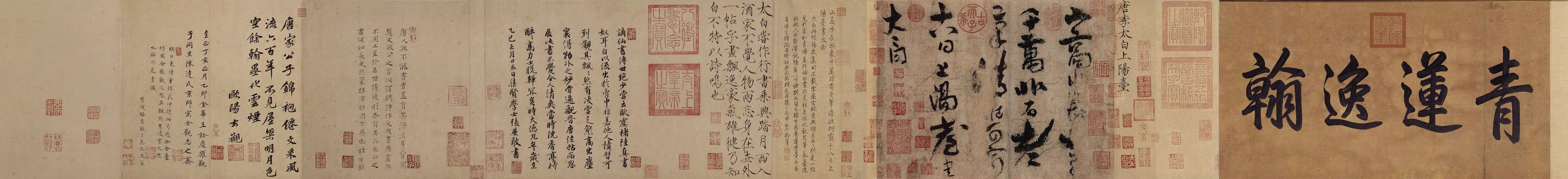
La única caligrafía superviviente en la propia letra de Li Bai, titulada Shangyangtai, está ubicada en el Museo del Palacio en Pekín, China.

Li Bai también era un hábil calígrafo, aunque sólo existe una pieza de su trabajo de caligrafía con su propia letra que se conserva en la actualidad. La pieza se titula Shàng yáng tái (Subiendo al solárium), un pergamino de 38,1 por 28,5 centímetros de largo (con la adición posterior de un título escrito por el emperador Huizong de Song y una posdata añadida por el propio emperador Qianlong; la caligrafía se encuentra en el Museo del Palacio en Pekín, China.

## Textos y ediciones
Incluso Li Bai y Du Fu, los dos poetas Tang más famosos y editados de forma más completa, se vieron afectados por la destrucción de las bibliotecas imperiales Tang y la pérdida de muchas colecciones privadas en los períodos de agitación (rebeliones de An Lushan y Huang Chao). Aunque muchos de los poemas de Li Bai han sobrevivido, se perdieron aún más y hay dificultades con respecto a los textos variantes. Uno de los primeros esfuerzos por editar el trabajo de Li Bai fue el de su pariente Li Yangbing, el magistrado de Dangtu, con quien permaneció en sus últimos años y a quien confió sus manuscritos. Sin embargo, los textos más fiables no se encuentran necesariamente en las primeras ediciones. Los eruditos de la dinastía Song produjeron varias ediciones de su poesía, pero no fue hasta la dinastía Qing que colecciones como Quan Tangshi (Poemas Tang completos) realizaron los estudios más completos de los textos que sobrevivieron en ese momento.

## Temas
Los críticos se han centrado en el fuerte sentido de Li Bai de la continuidad de la tradición poética, su glorificación de las bebidas alcohólicas (y, de hecho, la celebración franca de la embriaguez), los extremos fantásticos de algunas de sus imágenes, su dominio de la poética formal, las reglas, y su habilidad para combinar todo esto con un virtuosismo aparentemente sin esfuerzo para producir una poesía inimitable. Otros temas de la poesía de Li son la simpatía por la gente común y la antipatía hacia las guerras innecesarias, incluso cuando las dirige el propio emperador.

### Tradición poética
Li Bai tenía un fuerte sentido de su pertenencia a una tradición poética. El "genio" de Li Bai, dice un relato reciente, "radica a la vez en su dominio total de la tradición literaria que tenía ante él y en su ingenio para adaptarla (sin romperla) para descubrir un idioma exclusivamente personal ..." Burton Watson, comparándolo con Du Fu, dice que la poesía de Li "es esencialmente retrospectiva, que representa más un renacimiento y el cumplimiento de promesas pasadas, que una incursión en el futuro". Watson agrega, como evidencia, que, de todos los poemas atribuidos a Li Bai, aproximadamente una sexta parte están en forma de yuefu, o, en otras palabras, letras reelaboradas de baladas folclóricas tradicionales. Como prueba adicional, Watson cita la existencia de una colección de cincuenta y nueve poemas de Li Bai titulada Gu Feng, o A la manera antigua, que es, en parte, un tributo a la poesía de las dinastías Han y Wei. Su admiración por ciertos poetas en particular también se muestra a través de alusiones específicas, por ejemplo, a Qu Yuan o Tao Yuanming, y ocasionalmente por su nombre, por ejemplo a Du Fu.
Un aprecio más general por la historia, se muestra por parte de Li Bai en sus poemas del género huaigu, o meditaciones sobre el pasado, donde siguiendo "uno de los temas perennes de la poesía china", "el poeta contempla el ruinas de la gloria pasada".

### Embelesado por el vino y la luna

Li Bai borracho

John CH Wu observó que "si bien algunos pueden haber bebido más vino que Li [Bai], nadie ha escrito más poemas sobre el vino". Los poetas chinos clásicos a menudo se asociaban con beber vino, y Li Bai era parte del grupo de eruditos chinos de Chang'an, su compañero poeta Du Fu llamó los "Ocho inmortales de la copa de vino". En general, los chinos no consideraban que el uso moderado del alcohol fuera inmoral o malsano. James J. Y Liu comenta que zui en poesía "no significa exactamente lo mismo que 'borracho', 'intoxicado' o 'ebrio', sino más bien dejarse llevar mentalmente de las preocupaciones normales de uno..." Liu traduce zui como "embelesado por el vino". Los "Ocho Inmortales", sin embargo, bebían en un grado inusual, aunque todavía eran vistos como excéntricos agradables. Burton Watson concluyó que "todos los poetas chinos celebran los placeres del vino, pero ninguno tan incansablemente y con una nota de genuina convicción como Li [Bai]".
Uno de los poemas más famosos de Li Bai es "Despertar de la borrachera en un día de primavera" (春日醉起言志). La siguiente versión sigue la traducción inglesa de Arthur Waley.
   «Despertar de la embriaguez en un día de primavera» (春日醉起言志)
   處世若大夢, La vida en el mundo no es más que un gran sueño;
   胡爲勞其生. No lo estropearé con ningún trabajo o cuidado.
   所以終日醉, diciendo estuve borracho todo el día,
   頹然臥前楹. Tirado indefenso en el porche frente a mi puerta.
   覺來盼庭前, Cuando desperté, parpadeé al ver el césped del jardín;
   一鳥花間鳴. Un pájaro solitario cantaba entre las flores.
   借問此何時, me pregunté, ¿había sido un día húmedo o agradable?
   春風語流鶯. El viento de primavera le susurraba al canto del pájaro.
   感之欲嘆息, Conmovido por su canción, pronto comencé a suspirar,
   對酒還自傾. Y, como había vino allí, llené mi propia copa.
   浩歌待明月, Cantando salvajemente, esperé a que saliera la luna;
   曲盡已忘情. Cuando terminó mi canción, todos mis sentidos se habían ido.

### Imágenes fantásticas
Una característica importante de la poesía de Li Bai "es la fantasía y la nota de asombro y alegría infantil que impregna gran parte de ella". Burton Watson atribuye esto a una fascinación por los monjes taoístas que practicaban la alquimia y las austeridad en las montañas, con el objetivo de convertirse en xian o seres inmortales. Hay un fuerte elemento de taoísmo en sus obras, tanto en los sentimientos que expresan como en su tono espontáneo, y "muchos de sus poemas tratan de montañas, a menudo descripciones de ascensos que a mitad de camino se modulan en viajes de la imaginación, pasando de la montaña real a visiones de deidades de la naturaleza, inmortales y 'doncellas de jade' de la tradición taoísta". Watson ve esto como otra afirmación de la afinidad de Li Bai con el pasado y una continuidad con las tradiciones de los Chuci y los primeros fu. Watson encuentra que este "elemento de fantasía" está detrás del uso que hace Li Bai de la hipérbole y las "personificaciones divertidas" de las montañas y los objetos celestes.

### Nostalgia
El crítico James J.Y. Liu señala que "los poetas chinos parecen estar lamentando perpetuamente su exilio y anhelando volver a casa. Esto puede parecer sentimental para los lectores occidentales, pero uno debe recordar la inmensidad de China, las dificultades de comunicación, el marcado contraste entre la vida altamente culta en las principales ciudades y las duras condiciones en las regiones más remotas del país, y la importancia de la familia. "No es de extrañar, concluye, que la nostalgia se haya convertido en un tema constante, y por lo tanto convencional, en la poesía china".
Liu da como un excelente ejemplo el poema de Li "Pensamientos nocturno tranquilos" (también traducido como "Contemplando la luz de la luna"), que a menudo aprenden los escolares en China. En tan solo 20 palabras, el poema utiliza la vívida luz de la luna y las imágenes heladas para transmitir la sensación de nostalgia. Esta versión está basada en la traducción al inglés de Yang Xianyi y Dai Naidie:
   «Contemplando la luz de la luna» (靜夜思)
   床前明月光, Junto a mi cama veo un charco de luz
   疑是地上霜. ¿Hay escarcha en el suelo?
   舉頭望明月, levanto los ojos y veo la luna,
   低頭思故鄉. bajo la cara y pienso en mi hogar.

### Uso de la persona
Li Bai también escribió varios poemas desde varios puntos de vista, incluida la personalidad de las mujeres. Por ejemplo, escribió varios poemas en el estilo Zi Ye, o "Dama de la noche", así como poemas estilo balada popular Han.

### Virtuosismo técnico
Li Bai es bien conocido por el virtuosismo técnico de su poesía y el dominio de sus versos. En términos de forma poética, "los críticos generalmente están de acuerdo en que Li [Bai] no produjo innovaciones significativas. También en el tema y el contenido, su poesía se destaca menos por los nuevos elementos que introduce que por la habilidad con la que ilumina los antiguos".
Burton Watson comenta sobre el famoso poema de Li Bai, que traduce como "Trae el vino": "como gran parte del trabajo de Li [Bai], tiene una gracia y una dignidad sin esfuerzo que de alguna manera lo hacen más convincente que el tratamiento anterior del mismo".
Los poemas yuefu de Li Bai han sido calificados como de los mejores de todos los tiempos por el erudito y escritor de la dinastía Ming, Hu Yinglin. Li Bai se destacó especialmente en la forma gushi, o poemas de "estilo antiguo", un tipo de poesía que permite una gran libertad en términos de forma y contenido de la obra. Un ejemplo es su poema "蜀道難", "Veredas en Shu". Shu es un término poético para Sichuan, el destino de refugio que el emperador Xuanzong eligió para huir de las fuerzas que se acercaban del general rebelde An Lushan. Watson comenta que este poema "emplea versos que varían en longitud de cuatro a once caracteres, la forma de los versos sugiere por su irregularidad los picos dentados y los caminos montañosos llenos de baches de Sichuan representados en el poema".
Li Bai también fue conocido como un maestro del jueju o verso cortado. El poeta de la dinastía Ming, Li Pan Long, dijo que Li Bai era el mayor maestro jueju de la dinastía Tang.
Li Bai se destacó por su dominio del lüshi, o "verso regulado", la forma de verso formalmente más exigente de la época. Watson señala, sin embargo, que su poema "Despedir a un amigo" fue "inusual en el sentido de que viola la regla de que los dos pareados del medio deben observar un paralelismo verbal", y agrega que los críticos chinos excusaron este tipo de violación en el caso de un genio como Li.